# Heliconius ismenius
Heliconius ismenius es una especie de lepidóptero de la familia Nymphalidae. Es originaria desde México a Colombia.
Es muy parecida a Melinaea messatis, entre otras. Mimetiza a varias especies,constituye un buen ejemplo de mimetismo mülleriano. Las larvas se alimentan de Passiflora alata, Passiflora pedata, Passiflora ambigua y Passiflora platyloba.

## Subespecies
- Heliconius ismenius ismenius Latreille, 1817
- Heliconius ismenius telchinia Doubleday, 1847
- Heliconius ismenius clarescens Butler, 1875
- Heliconius ismenius occidentalis Neustetter
- Heliconius ismenius immoderata Stichel
- Heliconius ismenius fasciatus Godman & Salvin

## Galería

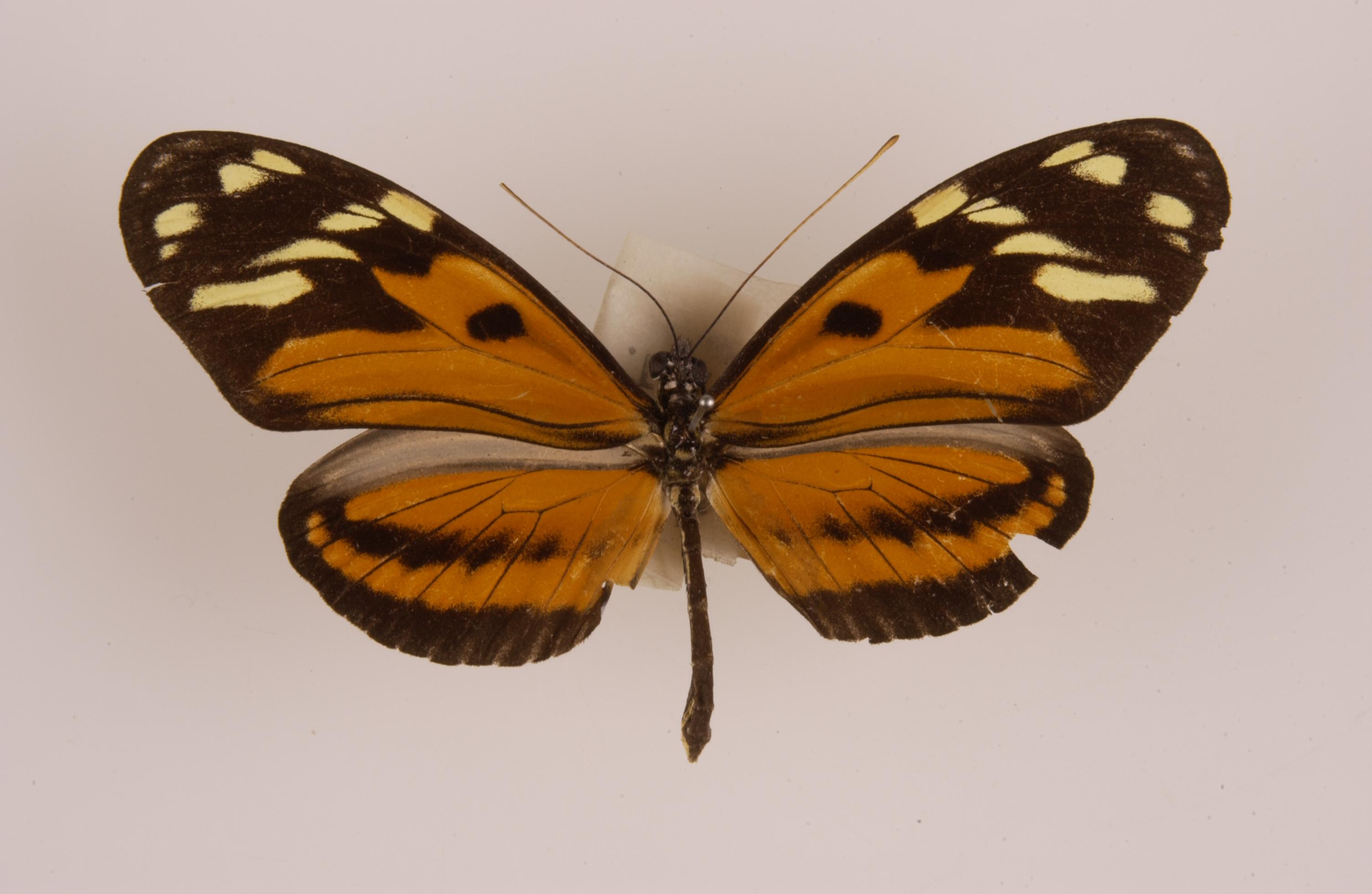
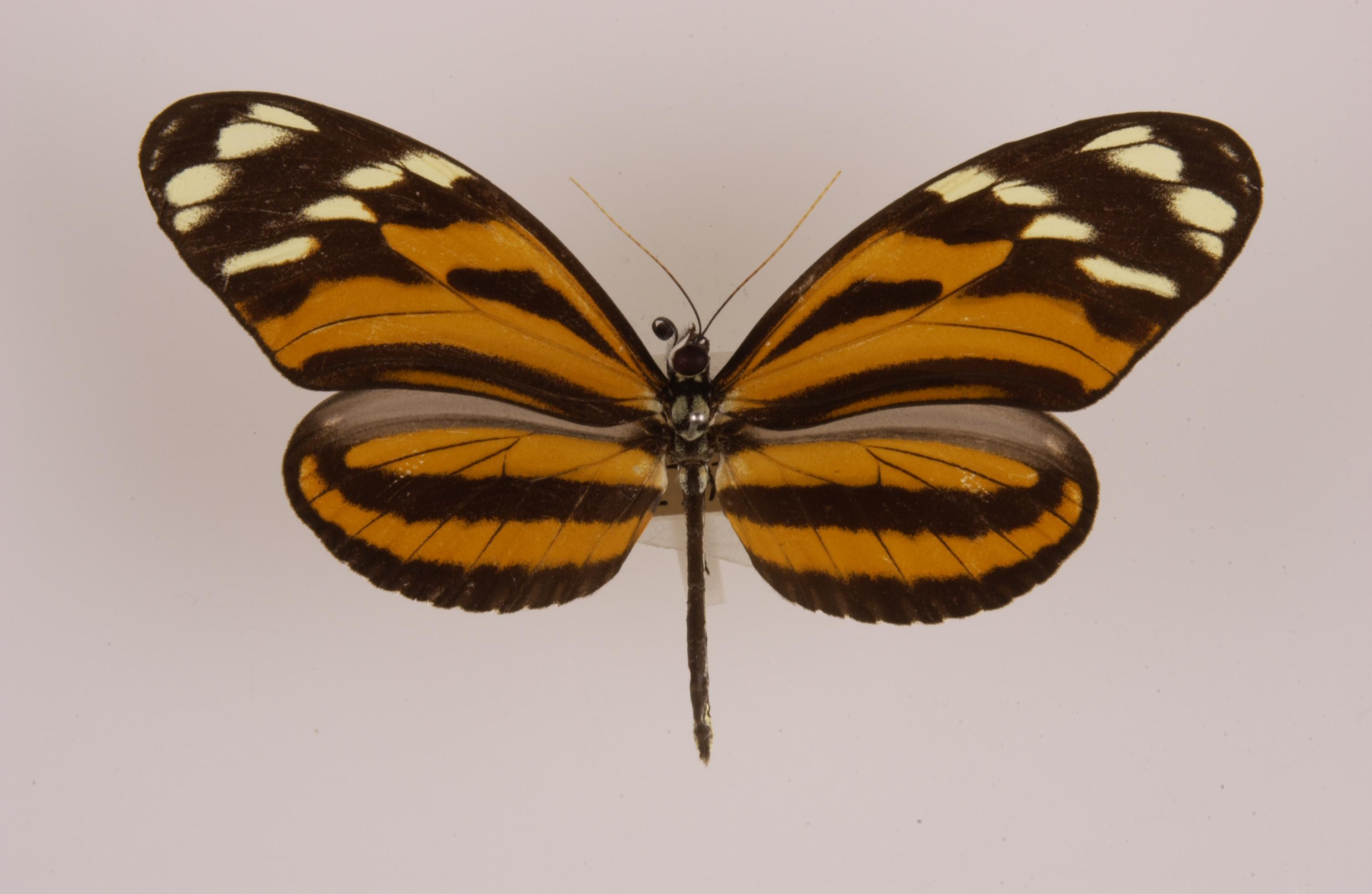
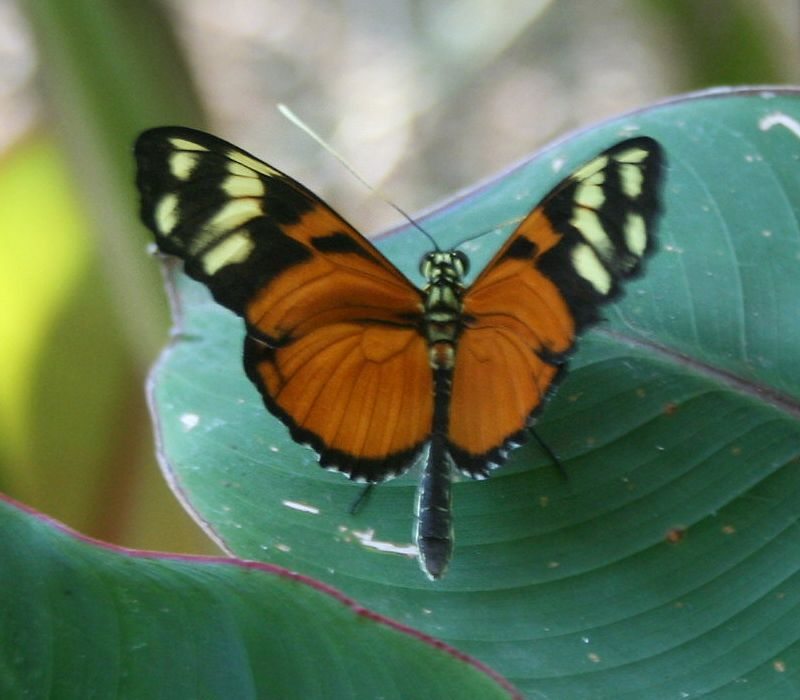